# Rochdale (district)
Rochdale (Metropolitan Borough of Rochdale) is een Engels district in het stedelijk graafschap (metropolitan county) Greater Manchester en telt 218.459 inwoners. De oppervlakte bedraagt 158 km².
Van de bevolking is 14,3% ouder dan 65 jaar. De werkloosheid bedraagt 3,9% van de beroepsbevolking (cijfers volkstelling 2001).

## Plaatsen in district Rochdale
- Milnrow
- Rochdale (hoofdplaats)